# 瀧口友里奈
瀧口 友里奈（たきぐち ゆりな、1987年8月1日 - ）は、ビジネスジャーナリスト、経済キャスター、セント・フォース所属。SBI新生銀行社外取締役。テラスカイ社外取締役。エイベックス社外取締役。東京大学工学部アドバイザリーボード。東京大学文学部行動文化学科卒業。東京大学公共政策大学院在学中。三極委員会日本代表。世界経済フォーラム・ヤンググローバルリーダーズ（YGL）日本代表（日本人のキャスターとして史上初選出）「イノベーションやテクノロジーの社会実装」を主軸のテーマとして、政治学・法学・経済学の分野を包括的に研究中。ビジネスカンファレンスのモデレーターを多数務め、経営者らに「難しいテーマだいたい司会してる人」と称される。「“情報”の力で社会のイノベーションを加速させる」株式会社グローブエイト代表取締役。

## 人物
- 身長163cm、血液型はO型。
- 結婚相手は、大学時代の先輩。
- 趣味は演劇、映画鑑賞。
- 幼少期に米国に滞在した帰国子女である。
- TOEIC955点。
- 自身のインスタグラムでは「瀧口友里奈の本棚からこの一節」を連載し、最新のビジネス書やエッセイなど、本を幅広く紹介して書評を書いていた。

## 来歴
- 横浜雙葉小学校、横浜雙葉中学校・高等学校卒業、2006年に東京大学文科三類入学、2010年に文学部行動文化学科・社会学専修を卒業。2022年から東京大学公共政策大学院在学中。
- 2007年、東京大学新聞にて東大キャンパスガールのコーナーに載る。
- 2008年からセント・フォースに所属。
- 2009年8月「2010年度ミス日本コンテスト・関東地区大会」に出場。関東地区代表8名に選ばれ本選へと進み、2010年1月「2010年度ミス日本グランプリ決定コンテスト」に出場した。
- 2011年に書籍「めちゃくちゃ売れてるマネー誌ZAiと現役東大生が作ったFXノート」を出版。
- 2011年、100分de名著（NHKEテレ）の司会を務める。
- 2014年、ニュースモーニングサテライト（テレビ東京）サブキャスター。「リーダーの栞」のコーナーでは、経営者へのインタビューを担当。
- 2015年、CNNサタデーナイト（BS朝日）メインキャスター就任。
- 2017年、日経CNBCキャスター就任。「日経STARTUP X」ではメインMCとして毎回スタートアップ経営者を迎える。
- 日本経済新聞社が、経産省など各省庁と協催するグローバルスタートアップイベント「SUMシリーズ」の司会・モデレーターを担当する。AIをテーマとした「AI/SUM」、フィンテックをテーマとした「FIN/SUM」、アグリテックをテーマとした「AG/SUM」等。
- ForbesJAPANエディター兼コミュニケーションディレクターとして、イノベーション、テクノロジー領域の取材や執筆を行い、各イベントでは、司会・モデレーターを務める。
- 2021年、東京大学工学部アドバイザリーボード就任。
- 2022年、東京大学公式Youtubeチャンネル 東大TV「知の巨人たちの雑談」の企画・プロデュース・司会を務める。
- 2022年、一般社団法人Famieeアンバサダー就任。
- 2022年、NewsPicksにて「ダイバーシティ＆インクルージョンがわかる部屋」連載。
- 2022年、新生銀行の社外取締役に就任。自身の会社、株式会社グローブエイトを起業。
- 2023年、テラスカイの社外取締役に就任。
- 2023年、書籍「東大教授が語り合う10の未来予測」を編著・企画プロデュース。
- 2024年、エイベックスの社外取締役に就任[1][2]。
- 2024年、一般社団法人WE ATの理事に就任。
- 2024年、世界経済フォーラム・ヤンググローバルリーダーズ（YGL）に日本人キャスターとして史上初の選出をされた。
- 2024年、アカデミアの知を通して未来が見えるアカデミア映像プラットフォーム「アカデミアクロス」を立ち上げ、プロデューサーと司会を務める。
- 2024年、NECのシンクタンクである国際社会経済研究所（IISE）のアドバイザリーボード就任。

### エピソード
- 中高時代は演劇部に所属。蜷川幸雄の演劇が好きでよく観劇している。中でも『ロミオとジュリエット』が人生を変えたと述べている。
- 『SLAM DUNK』のファン。その影響でバスケットボール部にも入部した。
- 東京音楽大学・同大学院卒業のオペラ歌手の妹（瀧口沙由理）がいる[3][4][5]。

## 出演番組

### 番組
現在
- サタデーLIVE ニュースジグザグ　コメンテーター（読売テレビ/不定期出演）
- 旬感LIVE とれたてっ! コメンテーター（関西テレビ/不定期出演）
- 東大教授たちの「超」未来予測 MC/プロデューサー（Youtube アカデミアクロスch）
- ダイバーシティニュース（茨城放送／2021年3月31日 - ）
- New Door（NewsPicks不定期）MC
- 堀江貴文＆後藤達也 The MARKET（NewsPicks不定期）MC

単発出演
- Mr.サンデー（フジテレビ/2025年6月8日）コメンテーター

過去
- キャンパスナイトフジ（フジテレビ／2009年4月〜2010年3月）キャンパスナイターズ
- 徹底リサーチ!浅草キッド総研（スカパー! ダイワ・証券情報TV／2010年4月24日〜2011年3月）レギュラー
- さきっちょ☆（テレビ朝日／2010年6月〜2011年9月）
- 100分de名著（NHK教育／ 2011年3月30日〜2012年3月28日）MC
- 全国高校バスケットボール選抜優勝大会「ウィンターカップ」（J SPORTS／2011年〜） - MC
- GTV（J SPORTS／2011年4月〜2013年）MC、ピットリポーター
- やじうまテレビ!（テレビ朝日／2012年3月〜2013年9月）旬感ランキングコーナー リポーター
- 横濱ツウ!!（J:COM／2013年4月〜） - ナビゲーター
- FX3姉妹（ラジオNIKKEI／2013年11月27日）
- 私立輝女学園〜KAGAJO.COM〜（J:COM／2014年4月〜2015年3月） - 先生役
- 放課後生放送!!私立輝女学園（J:COM／2014年8月〜2015年3月） - MC
- CNNサタデーナイト（BS朝日／2015年3月28日～9月） - メインキャスター（同番組では「滝口ユリナ」名義で出演）
- 生放送!!私立輝女学園SEASON2（J:COM／2015年4月〜12月） - 担任役
- 速報Jリーグゴールハイライト（スカチャン・BSスカパー!／2014年8月〜2016年） - MC
- ニュースモーニングサテライト（テレビ東京／2014年6月28日〜） - 月・火曜日サブキャスター、お天気キャスター
- 日経CNBC 「日経STARTUP X」「FX経済研究所」
- ESG A to Z　（ラジオNIKKEI第1　毎週月曜日 12:00～12:30）

単発番組など
- 熱血!平成教育学院（フジテレビ）
- 全国一斉!日本人テスト（フジテレビ）
- 年度検定シリーズ（フジテレビ）
  - 2008年度上半期検定 ※2位獲得
  - 2008年10月検定
  - 2008年を完全総決算!!生でクイズ大忘年会
- めちゃ×2イケてるッ! （フジテレビ）2009年6月27日
- ザ・ベストハウス123 （フジテレビ）2009年7月8日
- クイズプレゼンバラエティー Qさま!!（テレビ朝日）　2009年7月20日、11月9日、2010年1月4日、1月18日、1月25日
- 芸能人最強脳No.1決定戦（テレビ朝日）2010年1月9日※チーム優勝、4月18日
- 天才をつくる!ガリレオ脳研（テレビ朝日）2010年3月27日、9月4日、9月25日
- ロンドンハーツ（テレビ朝日）2010年9月21日
- NBAスペシャル2011（JSPORTS）2011年1月 - MC
- 超タイムショック（テレビ朝日）2011年4月14日
- クイズ ビンゴ★ライン（テレビ朝日）2011年5月
- スタア同窓会（日本テレビ）2011年12月20日
- Oh!どや顔サミット（テレビ朝日）2012年9月14日
- ジャイアント・キリング2!（フジテレビ）2012年12月30日- リポーター
- 日本大相撲トーナメント第37回大会（フジテレビ）2013年2月10日 - リポーター
- EXCITING TIME（フジテレビ）2013年4月16日 - リポーター
- 森田一義アワー 笑っていいとも!（フジテレビ）2013年10月25日
- ジャイアント・キリング3!～スポーツマン腕相撲世界一決定戦～（フジテレビ）2013年12月30日-控え室リポーター
- 全日本大学バスケ選手権 インカレ2013（JSPORTS）2013年11月 - インタビュアー
- NBLオールスターゲーム（J SPORTS）2013年12月29日 - インタビュアー
- ネプリーグ（フジテレビ）2016年7月
- NHK学生ロボコン2016（NHK総合）2016年8月6日- 司会
- Qさま！（テレビ朝日）2016年11月
- 高専ロボコン（NHK総合）2016年11月- 司会

テレビドラマ
- 逃亡弁護士最終話（関西テレビ） 2010年9月14日　リポーター役

### インターネット番組
- ザイFX!TV（ダイヤモンド社／2013年12月20日）

## 映画
- ブラック会社に勤めてるんだが、もう俺は限界かもしれない（2009年）
- 人の砂漠／鏡の調書（2010年）

## 書籍
- めちゃくちゃ売れてるマネー誌ZAiと現役東大生が作ったFXノート（2011年3月29日、ダイヤモンド社、編集：平田啓、ダイヤモンド・ザイ編集部）ISBN 978-4478015711
- 東大教授が語り合う10の未来予測(2023年11月18日、大和書房、編著)

### 写真集
- キャンパスナイトフジ しこたま卒業アルバム（2010年3月19日、講談社）ISBN 978-4-06-379441-0
- cent. Force fresh & sprout（2010年6月25日、ワニブックス、撮影：長野博文）ISBN 978-4847042867
- YURINA（2011年10月7日、角川マガジンズ／角川グループパブリッシング）ISBN 978-4047318540-瀧口単独では初

### 雑誌
- 週刊文春2009年2月19日号
- DIME2009年7月7日号
- De☆View1月号
- 日経トレンディ2012年11月号

## DVD
- Prism（2011年10月21日、竹書房）